# Robbie Fleck
Robert Frank Fleck (Città del Capo, 17 luglio 1975) è un ex rugbista a 15 e allenatore di rugby a 15 sudafricano, nella sua carriera giocava nel ruolo di tre quarti centro ed ha partecipato alla Coppa del Mondo di rugby 1999 con gli Springboks.

## Biografia
Esordiente in Currie Cup nelle file del Western Province, esordì nel 1998 nella relativa franchise professionistica di Super Rugby, gli Stormers, in cui in sei stagioni scese in campo in 42 incontri con 16 mete.
Nel 1999 debuttò negli Springbok in occasione di un test match contro l'Italia e pochi mesi dopo prese parte alla Coppa del Mondo di rugby 1999 nel Regno Unito, prendendo parte a 5 incontri e classificandosi al terzo posto finale.
Fino al 2002 disputò 31 incontri internazionali con 10 mete.
Nella stagione 2003-04 si trasferì in Inghilterra al Bath; disputò i suoi ultimi incontri di campionato per il club a ottobre 2004 poi, dopo una serie di infortuni non risolvibili al polpaccio, decise di ritirarsi ad agosto 2005.
Passato alla carriera tecnica, è dal 2010 l'assistente allenatore ai tre quarti degli Stormers e del Western Province.

## Palmarès
- Currie Cup: 3
Western Province: 1998, 2000, 2001